# Aaron Goodelman
Aaron J. Goodelman (n. 1 aprilie 1890, Otaci, raionul Ocnița, Republica Moldova – d. 5 aprilie 1978, New York City, New York, SUA) a fost un evreu basarabean, pictor, sculptor și grafician de carte american.

## Biografie
S-a născut în târgul Otaci (acum oraș din raionul Ocnița, Republica Moldova) din ținutul Soroca, gubernia Basarabia, Imperiul Rus, în familia poetului Joseph Goodelman (Iozef), care era directorul școlii rusești din localitate și Molke Fateles (în SUA – Mollie Goodelman). A studiat la școlile religioase și laice, la o școală de artă și la o școală comercială din Odesa, între anii 1902-1904.
În 1905 a emigrat în Statele Unite împreună cu doi frați, Harry (Erșl) și Israel (Isrul-Morthe). A devenit cetățean american în 1916. A studiat la Institutul Cooper Union și la Academia Națională de Design din 1905 până în 1912. Apoi a studiat la Școala de Arte Frumoase (École des Beaux-Arts) din Paris și la Architectural Society of Fine Arts din New York, din 1914 până în 1916.
Printre lucrările sale se numără fațada Școlii Publice „Șalom Aleihem” din New York. A fost, de asemenea, grafician pentru reviste evreiești pentru copii și pentru colecții de poezie idișă.
Prima sa expoziție solo a avut loc la New York în 1933. Este unul dintre fondatorii New York Artists Equity.